# 山崎純資
山崎 純資（やまざき じゅんじ、1947年11月12日 - 2012年7月
）は、愛知県出身の元俳優。本名同じ。

## 来歴・人物
日本大学藝術学部卒業後、劇団文化座を経て、同郷の天知茂が主宰していた天知プロダクションに所属。天知主演のテレビドラマや弓恵子・宮口二郎など天知プロの著名俳優とのバーター出演作品にて、チンピラ役・手下役などの悪役・端役を演じた。
1970年代の特撮作品への出演もあり、川内康範原作の『レインボーマン』では「ヤッパの鉄」役でセミレギュラー出演している。芸能界を離れてからは名古屋市会議員を1999年から1期（緑区選挙区、民主党）務めていた。

## 出演作品

### テレビドラマ
- 男は度胸（1970年 - 1971年、NHK）
- 特別機動捜査隊（NET / 東映）
  - 第443話「桃色の報酬」（1970年） - 真壁
  - 第726話「兄とその妹」（1975年） - 大山
  - 第764話「駄目な奴」（1976年） - 赤沢
- 帰ってきたウルトラマン（TBS / 円谷プロ） 
  - 第9話「怪獣島SOS」（1971年） - 観測員・矢部[4]
  - 第33話「怪獣使いと少年」（1971年） - 警官
- 火曜日の女シリーズ 花は見ていた（1971年、NTV / ユニオン映画）
- ミラーマン 第7話「打倒! 人体侵略作戦」（1972年、CX / 円谷プロ） - レントゲン技師
- 青春をつっ走れ 第9話「番長トリデに殴りこめ!」（1972年、CX / 松竹） - 不良
- 刑事くん 第1シリーズ 第46話「闇からの呼び声」（1972年、TBS / 東映）
- レインボーマン（1972年 - 1973年、NET / 東宝） - ヤッパの鉄
- 仮面ライダー 第97話「本郷猛 変身不可能!!」（1973年、MBS / 東映） - アベックの男
- ザ・ボディガード 第7話「大いなる恐喝」（1974年、NET / 東映） - 新聞記者
- 非情のライセンス（NET / 東映）
  - 第1シリーズ 第46話「兇悪のヘッドライト」（1974年） - 小島勝次
  - 第2シリーズ 第39話「やさしい兇悪」（1975年） - 警官
  - 第2シリーズ 第49話「兇悪の射殺命令」（1975年） - フロント係
  - 第2シリーズ 第76話「兇悪の慕情」（1976年） - 吉見（赤沢辰夫） ※真犯人役
  - 第2シリーズ 第96話「兇悪のカムバック」（1976年） - 下田
- 少年探偵団 第21話「宇宙人が書いた聖書（バイブル）」（1976年、NTV / 日本現代企画） - 若林徹先生
- プレイガールQ 第69話「寝乱れた東京エマニエル夫人」（1976年、12ch / 東映） - 小川勇夫
- パパは独身 第33話「男はみんな狼か?」（1977年、TBS / 国際放映） - 圭介
- 快傑ズバット 第28話「そして、誰も居なくなる」（1977年、12ch / 東映） - 剛田助手
- 土曜ワイド劇場（ANB / 松竹）
  - 浴室の美女 江戸川乱歩の「魔術師」より（1978年）
  - 黒水仙の美女 江戸川乱歩の「暗黒星」より（1978年）
  - 松本清張の「顔」 死の断崖（1978年）
  - 宝石の美女 江戸川乱歩の「白髪鬼」より（1979年）
- 大空港 第10話「男たちの詩」（1978年、CX / 松竹） - 管制塔員
- 破れ新九郎 第18話「血涙、地獄の子連れ狼」（1979年、ANB / 中村プロ） - 伊八
- 俺はあばれはっちゃく 第56話「明日も暴れるぞ(秘)作戦」（1980年、ANB）

### 映画
- 吉四六よ天を駆けろ（1976年、吉四六プロダクション） - 若者